# Mike, Lu & Og
Mike, Lu & Og é uma série de desenho animado estadunidense exibida pelo Cartoon Network e que foi criada por Charles Swenson, Mikhail Shindel e Mikhail Aldashin. Inicialmente, Mike, Lu & Og era um curta do programa Desenhos Incríveis - O Show, mas com o sucesso do curta, logo Mike, Lu & Og se tornou uma série animada.

## Sinopse
A série conta a história sobre uma garota chamada Mike que nasceu na cidade de Nova Iorque, e acaba deixando o seu lar, como uma estudante de intercâmbio, para uma ilha no meio do mar em busca de uma aventura mar afora.
Quando Mike chega à ilha encontra os habitantes mais esquisitos que ela já viu, e faz amigos chamados Lu e Og. Embora eles estejam em uma ilha isolada, Og inventa grandes aparelhos para ajudar seus amigos e os outros habitantes.
A ilha se chama "Albonquetine", em homenagem a um de seus fundadores, Wendell Joshua Albonquetine. Seus habitantes são descendentes de um grupo de britânicos, que vieram para a ilha muitos anos antes, após sobreviverem a um naufrágio enquanto fugiam de um navio pirata. Na segunda temporada descobre-se que, além dos Albonquetine, a ilha também tem um grupo de nativos, chamado Cuzzlewits, que não se dão muito bem com os Albonquetine. Perto da ilha, fica uma outra ilha, bem pequena, chamada "Crustáceo". Nela moram três piratas.

## Personagens

### Michelanne 'Mike' Mazinsky
Mike tem 11 anos e veio da cidade de Nova Iorque sendo uma garota de intercâmbio para uma Ilha onde acabou conhecendo Lu, Og e outros personagens. Mike é fã do Action Guy (Cara da Ação), está sempre lendo uma revista dele. É uma garota inteligente e que gosta de aventura. Ela gosta da ilha, mas frequentemente sente saudade das coisas da cidade.

### Lu
Lu se acha a "princesa" da Ilha, por ser a filha do governador, e está sempre pedindo para Og fazer vários equipamentos para ela. É prima de Og. Lu não gosta de Mike pois acha estranhos os hábitos da cidade dela e sente inveja de Mike ser mais querida na ilha. Por isso, ela quer que Mike vá embora. É uma garota mimada e mal-educada, que quer tudo só para ela e frequentemente maltrata os outros, mas sempre termina mal. Lu tem uma tartaruga chamada Lancelot, que não liga muito para as atitudes da sua dona.

### Og
Og é um menino gênio, que com apenas cocos e folhas de palmeiras acaba inventando vários equipamentos para Mike e Lu. É primo de Lu. Og sempre conversa com os seus amigos animais, que são uma porca, um bode e um porco-espinho. Os três animais buscam evitar falar com humanos para não assustá-los, e somente para Og mostram que podem falar. Og tem uma pequena oficina, que fica numa cabana, onde ele faz suas invenções. Og recria várias coisas que Mike viu na cidade, ajudando ela a diminuir a saudade de casa.

### Lancelot
Lancelot é uma tartaruga, o bicho de estimação de Lu que o considera um escravo, pois o usa em diversas funções, como servir de apoio para seus pés. Por isso, ele muitas vezes tenta fugir dela ou não ligar muito para suas atitudes. Lancelot é corajoso e inteligente, muitas vezes ele dá um jeito de ajudar os outros quando estão em perigo ou precisando de algo. Ele também é bastante rápido, apesar de ser uma tartaruga.

### Alfredo
É o pai de Og e o marido de Margarida. É um caçador e está sempre tentando capturar um wombat. É um homem excêntrico e carismático.

### Margarida
A esposa de Alfredo e mãe de Og. Ela é uma mulher simpática, que adora as artes, como pintura e escultura. Também adora escrever, cozinhar e tomar chá. Ela é a cozinheira da ilha, prepara refeições para todos.

### Wendell
O pai de Lu e o governador da ilha, por isso Lu frequentemente se acha a "princesa". É um homem muito sensível, incapaz de educar sua filha ou de lhe aplicar qualquer tipo de punição. Adora tomar chá e possui uma coleção de panos que ele usa para cobrir as xícaras de chá. É tataraneto do grande Wendell Joshua Albonquetine, o que pode explicar porque ele é o governador.

### Afinado
Um velho que mora na montanha da ilha. É capaz de mexer com magia e afirma ser psíquico. Todos da ilha respeitam ele, porque acham que ele é capaz de usar poderes mágicos para descobrir o que acontece na ilha. Mas, em um episódio, Mike descobriu que ele não usa magia e, na verdade, fica sabendo de tantas coisas da ilha porque ele espiona todos com um telescópio na montanha. É rabugento e tem a coluna encurvada. No áudio original ele é chamado de "Velho Queeks".

### Piratas
São três piratas que moram numa ilha vizinha, chamada "Crustáceo". O capitão deles é um homem com dois tapa-olhos e duas pernas de pau. Apesar disso, ele consegue se mover sem nenhum problema. Ele também gosta de brincar com uma fantoche de coelho e esconde isso dos outros dois piratas. Os três adoram comer tartaruga. Por isso, sempre tentam capturar Lancelot, mas não conseguem.

### Cuzzlewits
São pessoas que moram do outro lado da ilha, em uma caverna. Eles não se dão bem com os outros habitantes, por isso frequentemente ficam afastados. Apenas três deles costumam aparecer: uma menina chamada Hermione e dois irmãos gêmeos chamados Haggis e Baggis. Hermione é uma grande pensadora, enquanto Haggis e Baggis não são inteligentes. Lu não gosta deles, por isso diz que eles não existem.

## Exibição no Brasil
No Brasil, o desenho estreou em 9 de junho de 2000, pelo Cartoon Network, às 19h00. Na TV aberta, estreou no final do mesmo ano, em dezembro, sendo apresentado no programa Bom Dia e Cia do SBT, na época apresentado por Jackeline Petkovic. O desenho também foi exibido na emissora pelos programas Sábado Animado e A Hora Warner. Também já foi apresentado no canal Tooncast até maio de 2021.

## Guia de Episódios
A série teve um episódio piloto e duas temporadas de 13 episódios cada, totalizando 26 episódios. Mas todos os episódios da série são duplos, assim a série teve, na verdade, 52 histórias diferentes.

### Episódio Piloto
| № | Título                 |
| --- | ---------------------- |
| 0 | "A Batida de Lancelot" |
| Sinopse: - Mike fala dos carros da cidade e Og então constrói um carro para eles dirigirem por toda a ilha até a praia. Ele também constrói um carro mais sofisticado para Lu, mas ela e Lancelot perdem o controle do carro. - Primeira aparição: Mike, Lu, Og, Lancelot, Alfredo e Margarida. - Notas: este episódio piloto foi exibido dentro do programa Desenhos Incríveis - O Show. Durante os créditos, há um clipe onde também aparecem o Afinado, o Bode, a Porca e os piratas. |                        |

### Primeira Temporada
| № | Título                                           |
| --- | ------------------------------------------------ |
| 1 | "Sultões da Swat" "Chá para Três"                |
| Sinopse: - Todos da ilha disputam um jogo de beisebol. Primeira aparição: Wendell, Bode, Porca e Porco-Espinho. - A xícara de chá de Wendell Joshua Albonquetine, que Margarida estava guardando, desaparece. Mike decide investigar quem a roubou. Primeira aparição: Afinado.                                                                                                |                                                  |
| 2 | "O Tubo" "Loucura sob Rodas"                     |
| Sinopse: - Og constrói uma televisão. Mesmo sem exibir nenhum programa, todos da ilha não conseguem sair de frente dela. - Mike conta a Lu e Og sobre os patins. Og então constrói uma calçada na ilha e vários pares de patins. Todos na ilha se divertem andando de patins, menos Lu, que se recusa a usá-los.                                                               |                                                  |
| 3 | "Perdendo Lancelot" "Corte Ilegal"               |
| Sinopse: - Lancelot tenta fugir de Lu e se joga no mar. Mike tenta ir atrás dele, mas é atacada pelos tubarões. - Og constrói um helicóptero. Lu sobe nele sem ter lido as instruções, e logo perde o controle do veículo, causando grande confusão na ilha. Primeira aparição: Piratas.                                                                                       |                                                  |
| 4 | "Caminhada do Elefante" "Palmeira de Estimação"  |
| Sinopse: - Mike e Og têm a ideia de fazer uma máquina para lavar os elefantes da ilha. Mas os animais não reagem muito bem à invenção. - Sentindo-se só, Mike faz amizade com uma palmeira. |                                                  |
| 5 | "Ei, Quem?" "Jogo de Garotos"                    |
| Sinopse: - Mike, Lu, Og e Lancelot vão explorar a ilha vizinha, onde moram piratas que adoram comer tartaruga. Lancelot, assim, se torna o alvo deles. - Og constrói um Game Boy. Mas ele acaba ficando viciado no jogo. |                                                  |
| 6 | "Muitas Sacudidas" "A Mãe de Todas as Maratonas" |
| Sinopse: - Todos da ilha estão empolgados com a atividade vulcânica. Mas Mike e Lancelot percebem que o vulcão vai entrar em erupção. - Os Albonquetine disputam uma maratona na ilha. |                                                  |
| 7 | "Roupa Quente" "Ataque Oposto"                   |
| Sinopse: - Cansada de usar sempre roupa vermelha, Mike decide organizar um desfile de moda, afim de encontrar um novo tipo de roupa. - Og tem tantas coisas pra fazer ao mesmo tempo que acaba enlouquecendo e constrói robôs sem controle que atacam todos da ilha. |                                                  |
| 8 | "Sacando Tudo" "O Bom Navio Ruim"                |
| Sinopse: - Depois que Afinado consegue descobrir o paradeiro de Lancelot, que estava desaparecido, todos da ilha acreditam que ele é médium. Mas Mike não acredita nisso e tenta descobrir como ele sabe de tudo. - Mike, Lu, Og e Lancelot encontram um velho navio pirata. Eles começam a explorar o navio e Lu acha nele um mapa do tesouro.                                |                                                  |
| 9 | "Subindo Alto" "A Grande Caçada"                 |
| Sinopse: - Mike tem a ideia de construir um prédio, para que todos da ilha possam viver juntos nele e não se preocupar mais com as longas distâncias da ilha. Todos se juntam para construir o prédio, mas Lu altera as plantas do edifício. - É o aniversário de Og e todos preparam uma festa. Mike fica pensando no que dar para ele. Alfredo leva Og para caçar.           |                                                  |
| 10 | "Nariz de Ninguém" "Scuba Doobie Doo"            |
| Sinopse: - Mike é escolhida para ser o nariz em um ritual da primavera da ilha. - Todos da ilha se preparam para receber a visita do carteiro. Mike está ansiosa para receber as cartas de Melissa e Max, dois amigos dela de Nova York. Mas Lu acha que o carteiro é um invasor e quer expulsá-lo da ilha.                                                                    |                                                  |
| 11 | "Jujubombas" "Ensopado de Tartaruga"             |
| Sinopse: - Mike fala das jujubombas, um doce que ela comia na cidade. Og consegue refazer as jujubombas, mas Lu se torna viciada nelas. - Og constrói um balão, mas ele acaba saindo de controle e fazendo com que Mike, Lu, Og e Lancelot vão parar na ilha vizinha. Os piratas tentam mais uma vez devorar Lancelot e Mike se veste de "Cara da Ação" para resgatá-lo.       |                                                  |
| 12 | "Uma Bicicleta para Mim" "Casa Cheia"            |
| Sinopse: - Og constrói uma bicicleta para Mike, mas todos da ilha querem andar nela e não deixam Mike usá-la. - Um navio cheio de turistas para na ilha. Os turistas causam vários problemas para todos. |                                                  |
| 13 | "Campo Alto" "Espirro, Por Favor"                |
| Sinopse: - Og sai para caçar uma borboleta e Mike e Lu vão com ele. Durante a caçada, Lu tenta assustar Mike contando a história do Elefante Peludo da Montanha, um perigoso elefante. - Mike fica resfriada e acaba passando a doença para Lu, que por sua vez, espalha o resfriado para todos da ilha. Lu tenta usar isso para convencer todo mundo a expulsar Mike da ilha. |                                                  |

### Segunda Temporada
| № | Título                                                             |
| --- | ------------------------------------------------------------------ |
| 14 | "Uma Experiência de Aprendizado" "Nós, na eleição"                 |
| Sinopse: - Mike vai para o seu primeiro dia de escola na ilha. No colégio ela conhece Hermione, Haggis e Baggis (os garotos Cuzzlewits). Mas todas as crianças só estudam fazendo barulho e bagunça, assim Mike tenta encontrar um professor para colocar ordem na escola. Primeira aparição: Hermione, Haggis e Baggis (os garotos Cuzzlewits). - Mike e Wendell disputam as eleições da ilha pelo cargo de governador.                                         |                                                                    |
| 15 | "Dinheiro" "Repita depois de Mim"                                  |
| Sinopse: - Mike sugere que os Albonquetine deixem de usar porcos e caranguejos como dinheiro, como é habitual na ilha, e passem a usar a moeda moderna. Og então constrói uma prensa de fazer dinheiro, e logo todos da ilha passam a usar o dinheiro, mas também se tornam gananciosos por ele. - Wendell joga fora o seu pássaro, chamado Skipper. Mike decide ficar com ele, mas Skipper repete tudo que Mike diz e acaba causando vários problemas para ela. |                                                                    |
| 16 | "Obrigada, mas não, Obrigada" "Cachorro Quente"                    |
| Sinopse: - Os piratas estão passando fome e Mike, sensibilizada, decide trazê-los para o jantar. Para que eles não sejam notados pelos Albonquetine, Mike os disfarça como se eles fossem três amigas dela de Nova Iorque. - Og constrói uma máquina de fazer cachorro quente e logo todos da ilha se tornam viciados pela comida. |                                                                    |
| 17 | "Aquela Sensação para Baixo" "Dia do Fundador"                     |
| Sinopse: - Os Albonquetine pensam que a ilha está afundando. - Para comemorar a fundação da ilha, Wendell organiza com todos uma peça musical. Ele dá para Mike o papel principal, revoltando Lu, que passa a tentar atrapalhar Mike na peça. |                                                                    |
| 18 | "Passos Gigantes" "Noite dos Ancestrais"                           |
| Sinopse: - Um suposto gigante está vindo invadir a ilha. Mike e Lancelot recebem a missão de juntar alguns instrumentos para impedir o gigante. - Afinado, de mau-humor com Mike, usa um feitiço para trazer os ancestrais da ilha de volta dos mortos e dá para eles a missão de expulsar Mike da ilha. Em vez disso, os fantasmas dos ancestrais começam a gostar de Mike, causando grande confusão.                                                           |                                                                    |
| 19 | "Pelo Amor de Mike" "Fagulhas"                                     |
| Sinopse: - Haggis e Baggis se apaixonam por Mike e ela faz de tudo para ficar longe deles. - Mike está tendo problemas para dormir à noite, pois ela é acostumada a dormir com as luzes da cidade no rosto. Og então constrói um parque de diversões que ilumina a ilha inteira durante a noite. Enquanto Mike tenta dormir, todos da ilha passam a madrugada se divertindo no parque.                                                                           |                                                                    |
| 20 | "Bravo Lancelot" "O Grande Jogo"                                   |
| Sinopse: - Lancelot fica coberto por uma tinta dourada e passa a ser adorado por uma tribo de tartarugas. - Mike vai disputar uma partida de croquet contra Lu e o elefante dela. Nessa partida, Mike vai ter que jogar com um elefante chamado Abelardo, que é muito inseguro e sem confiança. Mike tenta treinar Abelardo para o jogo. |                                                                    |
| 21 | "Calçados" "Pais e Tortas"                                         |
| Sinopse: - Um contêiner cheio de sapatos acaba vindo parar na costa da ilha. Todos enlouquecem por causa dos sapatos, e Mike e Afinado tentam dar um jeito de se livrar deles. - Depois de um acidente na oficina de Og, Alfredo e Margarida acreditam que Og foi transformado em uma torta de cereja. |                                                                    |
| 22 | "Queeks, Queeks, Quem tá com c Queeks?" "Alfredo, Senhor da Selva" |
| Sinopse: - Os Cuzzlewits sequestram Afinado e Mike é a única que quer resgatá-lo. - Um cineasta norte-americana vem para a ilha fazer um documentário, e acaba decidindo fazer um filme estrelado pelo Alfredo. |                                                                    |
| 23 | "O Rei das Cortinas" "Margarida, o Pato"                           |
| Sinopse: - Todos encontram uma mensagem escondida em uma garrafa e pensam que a mensagem é do Rei da Inglaterra. Enquanto isso, um vendedor chamado Bob Johnson vem para a ilha vender cortinas. - Um experimento de Og acaba acidentalmente fazendo Margarida pensar que ela é um pato. |                                                                    |
| 24 | "Um Deslize Freudiano" "Febre da Ginástica"                        |
| Sinopse: - O bode e a porca estão discutindo sobre o que é melhor: manteiga de amendoim ou geleia. Mike sugere que eles façam um debate para resolver isso, mas tudo acaba em briga. - Wendell está acima do peso, e Mike tenta ajuda-lo a emagrecer. |                                                                    |
| 25 | "O Caçador e a Caça" "Servindo Lu"                                 |
| Sinopse: - Alfredo fica triste por nunca conseguir capturar o wombat. - Mike perde uma aposta com Lu e acaba se tornando escrava dela. Lancelot se sente culpado por isso e decide mostrar à Mike que Lu trapaceou para ganhar a aposta. |                                                                    |
| 26 | "As Três Amigas" "A Feia Adormecida"                               |
| Sinopse: - Mike e Hermione se tornam grandes amigas. Lu, sentindo inveja, tenta acabar com tudo. - Uma mulher velha chamada Hortênsia, que estava muitos anos adormecida na ilha, acaba sendo acidentalmente despertada pelo Afinado. Ela causa vários problemas para o Afinado e ele, com a ajuda de Mike, tenta achar um jeito de se livrar dela. |                                                                    |

## Elenco de dublagem

### EUA
- Nika Frost - Mike
- Nancy Cartwright - Lu
- Dee Bradley Baker - Og
- S. Scott Bullock - Wendell
- Martin Rayner - Alfredo
- Kath Soucie - Margarida
- Corey Burton - Velho Queeks

### Brasil
- Fernanda Baronne - Mike
- Luisa Palomanes - Lu
- Leonardo Serrano - Og
- Marcelo Garcia - Wendell
- Jorge Vasconcellos - Alfredo
- Andrea Murucci - Margarida
- José Luiz Barbeito - Afinado/Velho Queeks
- Mauro Ramos - Capitão dos piratas
- Sérgio Stern - Um dos piratas
- Hércules Franco - Bode
- Cláudia Martins - Porca
- Clécio Souto - Porco-espinho
- Lina Mendes - Hermione
- Estúdio de dublagem: Cinevídeo